# Спасо-Архангельская церковь (Тутаев)
Спасо-Архангельская церковь (Церковь Спаса Нерукотворного Образа и Михаила Архангела) находится в городе Тутаев Ярославской области.

## Описание храма
Церковь построена между 1746 и 1770 годами на месте сгоревших деревянных храмов.
Нижний храм освятили в честь Рождества Христова и Архангела Михаила в 1751 году.
Верхний, летний храм освятили в честь Владимирской иконы Божией Матери в 1770 году.
В 1855 году по благословению Святейшего Синода храм передали единоверческой общине, после чего нижний храм переосвятили в честь Всемилостивого Спаса. С этого времени церковь стала именоваться Спасо-Архангельской.
В XIX веке при церкви действовала богадельня для престарелых женщин из единоверческого прихода
В 1930-е годы храм был закрыт, в нем находилась типография. Судьба его святынь неизвестна, по-видимому, большинство из них утрачены.